# Agent Orange (álbum)
Agent Orange es el tercer álbum de la banda alemana de thrash metal Sodom, editado en 1989 por el sello SPV/Steamhammer.

## Detalles
Este es el último disco con el guitarrista Frank Blackfire. 
El contenido lírico ahonda en la fascinación del líder de la banda Tom Angelripper sobre la guerra de Vietnam y contiene una canción que hace alusión al Douglas AC-47 Spooky llamada "Magic Dragon", así como el tema "Agent Orange" trata acerca del defoliante usado en esta guerra. 
Fue el primer álbum de thrash metal en entrar en las listas alemanas. La canción "Ausgebombt" fue lanzada en el EP homónimo con letras en alemán. A la fecha, Agent Orange ha vendido 100 000 copias en Alemania, más que cualquier otro álbum de thrash metal germano.

## Lista de canciones
| N.º   | Título                            | Duración |  |
| 1.    | «Agent Orange»                    | 6:04     |  |
| 2.    | «Tired and Red»                   | 5:26     |  |
| 3.    | «Incest»                          | 4:40     |  |
| 4.    | «Remember the Fallen»             | 4:21     |  |
| 5.    | «Magic Dragon»                    | 6:00     |  |
| 6.    | «Exhibition Bout»                 | 3:36     |  |
| 7.    | «Ausgebombt»                      | 3:05     |  |
| 8.    | «Baptism of Fire»                 | 4:04     |  |
| 9.    | «Don't Walk Away (cover de Tank)» | 2:55     |  |
| 40:11 |                                   |          |  |

| Pistas adicionales, edición del 2010 |                                  |          |  |
| N.º                                  | Título                           | Duración |  |
| 1.                                   | «Incest» (en vivo)               | 4:18     |  |
| 2.                                   | «Agent Orange» (en vivo)         | 5:26     |  |
| 3.                                   | «Tired And Red» (en vivo)        | 5:01     |  |
| 4.                                   | «Remember The Fallen» (en vivo)  | 4:05     |  |
| 5.                                   | «Ausgebombt» (en vivo)           | 3:47     |  |
| 6.                                   | «Ausgebombt» (versión en alemán) | 3:06     |  |

## Miembros
- Tom Angelripper: voz, bajo.
- Chris Witchhunter: batería, coros.
- Frank Blackfire: guitarra eléctrica, coros.